# 阿洛蒂雅

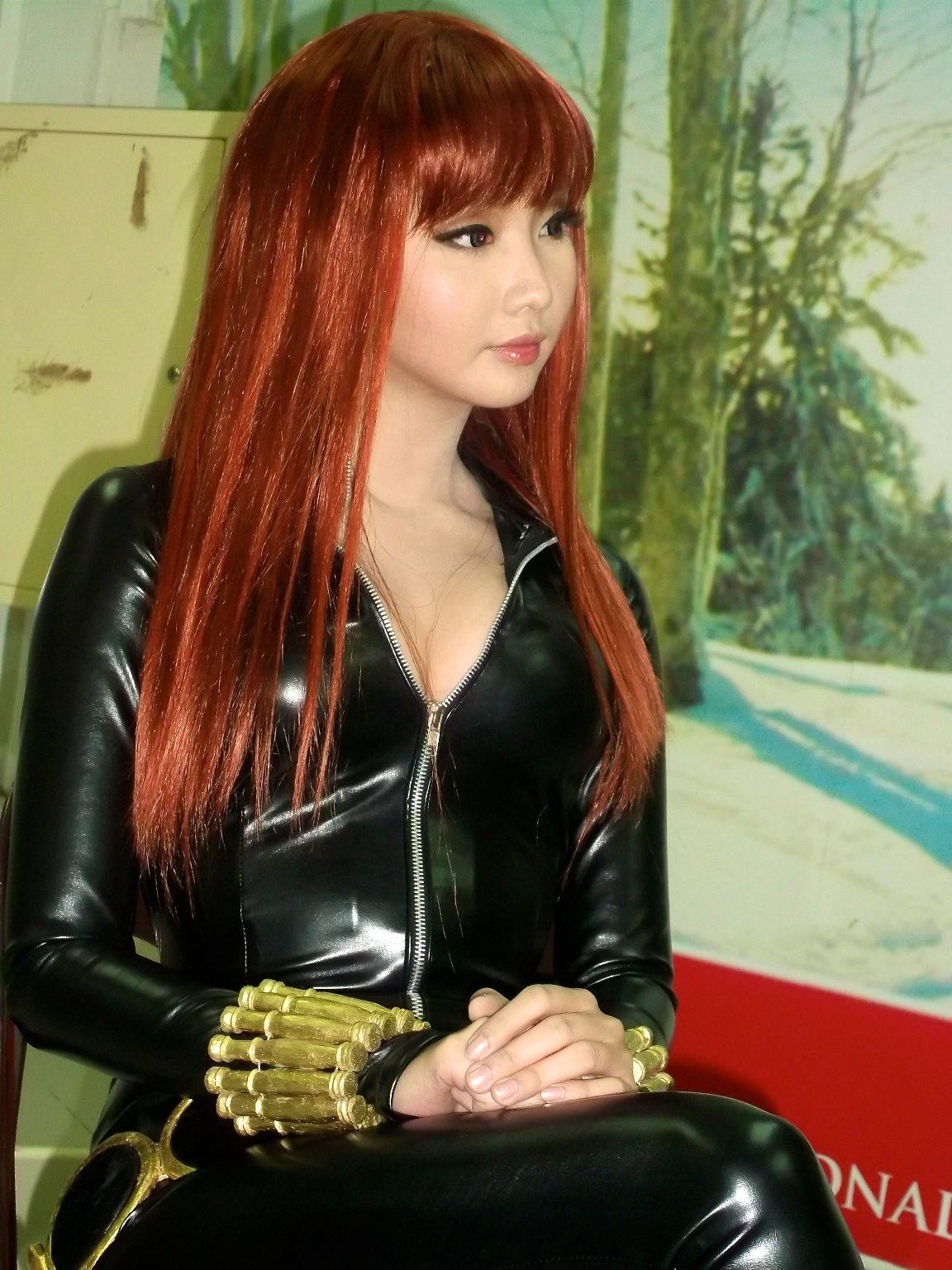
阿洛蒂雅

阿洛蒂雅（Alodía Almira Arraiza Gosiengfiao-Quimbo，1988年3月9日—）是一名菲律宾Cosplayer、模特、电视节目主持人、歌手、Vlog博主、女演员和Tier One Entertainment的联合创始人。 她也是Animax Asia的形象大使。 

## 生平
阿洛蒂雅擁有菲律宾、西班牙和華裔血统；她的父亲是一名商人和机械工程师，也是一名菲律宾华裔，母亲是一位客户服务顾问，是有西班牙血統的菲律賓人。她有一个妹妹，也是一名Cosplayer。
2009年，她從馬尼拉雅典耀大學毕业並获得信息设计学士学位。
2023年2月14日，她與Calabria Company Ltd. 总裁兼总经理Christopher Quimbo结婚。 